# Hong Kong ai Giochi della XXIV Olimpiade
Hong Kong partecipò ai Giochi della XXIV Olimpiade, svoltisi a Seul, Corea del Sud, dal 17 settembre al 2 ottobre 1988, con una delegazione di 48 atleti impegnati in undici discipline.